# Gustav Krukenberg
Dr. Gustav Krukenberg (8. března 1888 – 23. října 1980) byl právník a důstojník Waffen-SS v hodnosti SS-Brigadeführer und Generalmajor der Waffen-SS za druhé světové války.

## Mládí a první světová válka
Gustav Krukenberg se narodil 8. března roku 1888 v Bonnu jako syn lékaře a univerzitního profesora. Poté, co odmaturoval, tak nastoupil na univerzitu v Lausanne a později přešel na univerzity ve Freiburgu, Berlíně a Bonnu. Poté, co studoval právo, politickou ekonomii a přírodní vědy, tak obdržel roku 1909 doktorát z práva.
Roku 1907 však vstupuje do armády jako Fähnrich (Praporčík) a je zařazen k 6. Wach Feld Artillerie Regiment Nr. 76 (76. strážní polní dělostřelecký pluk) a již v dubnu roku 1909 je povýšen do hodnosti Leutnant (poručík). V roce 1912 se žení a se svojí ženou má později dvě dcery.
Od podzimu 1913 až do počátku roku 1914 vyučuje na vojenské škole pro dělostřelectvo v Jüterbogu u dálkových studií. Poté se vrací zpět ke svému domovskému pluku a působí zde jako pobočník velitele a později jako velitel dělostřelecké baterie.
Od listopadu téhož roku je Krukenberg jmenován velitelem roty u výcvikového pěšího pluku a později je převelen ke 3. Wache Division (3. strážní divize), kde se stává zbrojním důstojníkem. Odsud je však převelen počátkem roku 1915 ke 6. Wache Infanterie Brigade (6. strážní pěší brigáda), kde působí opět jako pobočník velitele.
Poté, co je v dubnu 1918 povýšen do hodnosti Hauptmann (kapitán), tak je rovnéž převelen ke Generalkommando Nr. 58 (58. hlavní velitelství), kde se stává náčelníkem štábu. V listopadu téhož roku je jmenován proviantním důstojníkem velitelství. Během první světové války byl vyznamenán oběma stupni železného kříže a mnoha dalšími vyznamenánimi (viz níže).

## Předválečné období
Ve službách armády zůstává až do Kappova puče v roce 1920, do té doby slouží na mnoha postech v generálním štábu u III. oblastního armádního velení a nakonec působí jako poradce pro komunikaci s tiskem na ministerstvu obrany. Do státní správy vstupuje již v červnu roku 1920 a stává se vedoucím ministerské kanceláře na řišském ministerstvu zahraničních věcí.
Koncem ledna roku 1922 však odchází do soukromého průmyslu a stává se zástupcem Německé federace průmyslu. V roce 1924 odchází do Holandska, kde se stává ředitelem soukromé německé firmy.
Na této pozici vydrží pouze jeden rok a poté pracuje až do roku 1926 pro říšskou organizaci průmyslu. Následně poté působí jako zástupce německého ocelářského průmyslu v Paříži a to až do roku 1931.
Dne 1. dubna 1932 vstupuje do NSDAP a působí v kabinetech jak Franze von Papen tak Kurta von Schleicher až do 30. ledna roku 1933, kdy se dostává k moci Adolf Hitler.
S Hitlerovým nástupem k moci se Krukenberg stává státním tajemníkem na říšském ministerstvu propagandy Josepha Goebbelse, kde řídí sekci propagandy v Königsbergu až do roku 1935. Rovněž je i čestným pobočníkem prezidenta německého červeného kříže pro Sasko, Coburg a Gothu a je i členem NSKK (Nacionálně-socialistický motoristický sbor).

## Poválečný život
Poté, co je Krukenberg zajat Rudou armádou, tak je odsouzen k doživotnímu trestu, ale v roce 1955 je díky úmluvě spolkového kancléře Konrada Adenauera propuštěn spolu s dalšími desetitisíci spolubojovníků. Až do konce svého života je v blízkém kontaktu s dřívějšími členy SS divize Charlemagne a později se stává i prezidentem jejich veteránské skupiny.
Dr. Gustav Krukenberg umírá dne 23. října roku 1980 ve čtvrti Bad Godesberg v Bonnu.

## Vojenská kariéra

### Data povýšení
- Fähnrich - 1907
- Leutnant - 1 . duben, 1909
- Oberleutnant - 1914
- Hauptmann - 18. duben, 1918
- SS-Scharführer - 8. duben, 1934
- SS-Hauptscharführer - 16. červenec, 1935
- SS-Untersturmführer - 9. listopad, 1936
- SS-Obersturmführer - 30. leden, 1938
- Major der Reserve - 1. říjen, 1938
- SS-Hauptsturmführer - 30. leden, 1939
- SS-Sturmbannführer - 20. duben, 1940
- SS-Obersturmbannführer der Reserve - 1. prosinec, 1943
- SS-Standartenführer der Reserve - 20. leden, 1944
- SS-Oberführer der Reserve - 9. květen, 1944
- SS-Oberführer - 22. září, 1944
- SS-Brigadeführer und Generalmajor der Waffen-SS - 23. září, 1944

### Významná vyznamenání
- Pruský železný kříž I. třídy (první světová válka)
- Pruský železný kříž II. třídy (první světová válka)
- Spona k pruskému železnému kříži I. třídy - 28. červenec, 1940
- Spona k pruskému železnému kříži II. třídy - 26. říjen, 1939
- Rakouský vojenský záslužný kříž III. třídy s válečnou dekorací (první světová válka)
- Hamburský hanzovní kříž (první světová válka)
- Rytířský kříž II. třídy württemberského Fridrichova řádu s meči (první světová válka)
- Sasko-Meningský Arnoštský řád II. třídy s meči (první světová válka)
- Válečný záslužný kříž I. třídy s meči
- Válečný záslužný kříž II. třídy s meči
- Medaile za východní frontu
- Kříž cti
- Slezská orlice II. třídy
- Čestný meč Reichsführera SS
- Čestný prsten SS
- Služební vyznamenání NSDAP v bronzu
- Vyznamenání německého červeného kříže
- Čestný prýmek starého bojovníka